# Dalechampia bangii
Dalechampia bangii är en törelväxtart som beskrevs av Ferdinand Albin Pax och Käthe Hoffmann. Dalechampia bangii ingår i släktet Dalechampia och familjen törelväxter. Inga underarter finns listade i Catalogue of Life.